# Gunnar Bohman
Karl Gunnar Bohman, född 1 september 1882 i Göteborg, död den 6 januari 1963 i Stockholm, var en svensk författare, kompositör, skådespelare och lutsångare.

## Biografi
Efter realskola och handelsskola övergick han till sång- och musikstudier och debuterade som sångare i Anna Norries operettsällskap 1904. Bohman scendebuterade offentligt som lutsångare år 1911. Han var aktiv vid Cabaré Gillet i Stockholm åren runt 1920, där han bland annat introducerade Evert Taube och han blev tidigt en inspirerande mentor för denne. Bohman hade en stor repertoar och turnerade runtom i Norden liksom i USA åren 1923-1925. Hans stil var den klassiska lutsångarens, en enmansteater där sång och luta, mimik och spel utgjorde ett totalt scenframträdande. Bohman gav ut egna vissamlingar och sent i livet en modernistisk diktsamling Katharsis 1954.
Han var gift med konstnären Signe Bohman, född Erikson, och far till läkaren Michael Bohman.

## Filmografi (urval)
- 1912 – Trädgårdsmästaren
- 1926 – Lyckobarnen
- 1931 – Ungkarlsparadiset
- 1938 – Du gamla du fria
- 1939 – Filmen om Emelie Högqvist
- 1950 – Kvartetten som sprängdes
- 1959 – Bellman lever än [7]

## Teater

### Roller (ej komplett)
| År   | Roll                                  | Produktion                                                                   | Regi                       | Teater                |
| ---- | ------------------------------------- | ---------------------------------------------------------------------------- | -------------------------- | --------------------- |
| 1910 | Vicomten                              | Lili Hervé, Alfred Hennequin och Albert Millaud                              |                            | Anna Norries sällskap |
| 1911 | Ole Eilertsen, sjöman                 | Äkta makar Peter Egge                                                        | Mauritz Stiller            | Lilla teatern         |
| 1911 | Josef Sarkany, advokat                | Försvarsadvokaten Ferenc Molnár                                              | Mauritz Stiller            | Lilla teatern         |
| 1911 | Akim                                  | Mörkrets makt Leo Tolstoj                                                    | Mauritz Stiller            | Lilla teatern         |
| 1911 | Första bonden                         | Pastor Jussilainen Gustaf von Numers                                         | Jenny Tschernichin-Larsson | Lilla teatern         |
| 1912 | Karinkel, borgmästare                 | Hockenjos staty Jakob Wassermann                                             | Mauritz Stiller            | Lilla teatern         |
| 1917 | Onkel Tabac                           | Mästertjuven Tristan Bernard och Alfred Athis                                | Einar Fröberg              | Djurgårdsteatern      |
| 1932 | Hassi, medlem av "Röda skuggans band" | Ökensången Oscar Hammerstein, Otto Harbach, Frank Mandel och Sigmund Romberg | Nils Johannisson           | Oscarsteatern         |